# NGC 1799
NGC 1799 је лентикуларна галаксија у сазвежђу Еридан која се налази на NGC листи објеката дубоког неба.
Деклинација објекта је - 7° 58' 8" а ректасцензија 5h 7m 44,5s. Привидна величина (магнитуда) објекта NGC 1799 износи 13,7 а фотографска магнитуда 14,7. NGC 1799 је још познат и под ознакама MCG -1-14-1, PGC 16783.